# Tehel Lajos
Tehel Lajos (Nagyszombat, 1769. március 26. – Pest, 1816. november 19.) bölcseleti és orvosdoktor, a Magyar Nemzeti Múzeumban a termesztmények és természetiek őre.

## Élete
1793. december 17-én Pesten lett orvosdoktor; 1810. november 18-án a nádor kinevezte a Magyar Nemzeti Múzeumhoz természettári őrré évi 1200 forint fizetéssel. A jénai ásvány és természettudományi társaságnak gyakorló tagja volt, kémiai tapasztalatokkal foglalkozott; különösen a magyarországi kőszeneket nagy szorgalommal gyűjtögette. "Magyar grófokkal a Kárpát hegyeit beutazta. Vajha észrevételeit kiadhatta volna", írja a Tudományos Gyűjtemény. "Őfensége a nádor rendeletére a magyar kőszeneket írja le" Cikkei, disszertációi ismeretlenek. 1816. június 15-én elkészítette és üzembe helyezte az ország első gázlámpáját a Nemzeti Múzeum falán.